# ジンタ
ジンタは、明治時代中期の日本に生まれた民間オーケストラ「市中音楽隊」の愛称。大正時代初期に付けられた。ヂンタとも表記され、演奏を模した擬声語であると言われている。

## 概要
民間オーケストラが無かった明治時代、1887年（明治20年）に海軍の軍楽隊出身者を中心に、30名ほどのメンバーで「東京市中音楽隊」が結成された。
東京市中音楽隊は行進曲、ポルカ、ワルツ等を演奏し、西洋音楽を庶民に普及させることに貢献した。市中音楽隊は日清戦争を機に全国で増えたが、乱立気味になった。やがて経済的に苦しくなるジンタが増え、広告業者等に依存するようになり、本来の音楽活動よりもサーカス、映画館等の客寄せ、あるいは広告宣伝の町回りをするようになった。それと共にジンタのメンバーも10名程度に減少し、曲目も通俗曲に小ぶし風の装飾をつけた独得の哀調をおびた節回しで演奏するようになって、大正時代後期に衰退。チンドン屋などに取って代わられ、昭和に入ると消滅し、以降は音楽関係者に一部使われる他は、廃語（俗に言う「死語」）となっている。